# 検税使
検税使（けんぜいし）とは、日本の律令制における、諸国の官倉（正倉）に貯蓄された正税の損害の有無を検査するために、中央から派遣された臨時の官職（令外官）である。屯倉の税司の後身であると考えられ、諸道ごとに定められた計算法により各正倉の貯積量を定めた。按察使や観察使が代行することもあったという。

## 概要
「検税使」の語の初出は『万葉集』の「検税使大伴卿の、筑波山に登る時の歌一首幷せて短歌」とあり、滝川政次郎によると、これは養老3年（719年）初めに大伴旅人が常陸国に派遣されたことではないか、という。この歌は高橋虫麻呂の歌集の中にあり、藤原宇合と虫麻呂との間に密接な関係があり、宇合が常陸守の任にあったのが養老3年7月頃から神亀元年（724年）4月頃までと想定され、大伴旅人が「卿」と呼ばれる従三位に叙せられたのが養老5年（721年）正月5日であることなどから、この歌の作られたのは養老6、7年頃（722年 - 723年）とも推定される。
また、村尾次郎の研究によると、養老3年（719年）7月に任命された按察使のもとでも検税が行われていたことが、天平2年度（730年）の「尾張国正税帳」、同10年度の「駿河国正税帳」からも判明している。これは、正税管理の責任は国司・郡司にあり、国司の交替の時に棚卸しが行われるが、彼らの管理が適正ではないため、畿内と西海道を除外する諸道に按察使を設置し、同6年（722年）に臨時で検税したものである。その後、5年ごとに按察使による検税が行われている。これらの検税は、大宝2年（702年）2月に廃止された税司の職務を継承するものであり、さらに亀田隆之の意見によると、養老元年の大計帳式等の頒布や、養老3年以降とされる倉印頒賜などに見られる諸国財政の把握を強化するという政策ともかかわりがある、ともいう。
天平6年（734年）に七道に派遣されたとあるのが、史料における初見で、「東海道は二千七百寸を以て斛法と為す」と『撰定交替式』にあるように、正倉に貯蔵された穀の計算の基準が道ごとに定められている。この時の検税使は、同年正月19日の官稲混合に伴なう実施や、正倉の管理の状況を把握するために派遣されたと考えられ、天平9年度（737年）「長門国正税帳」には、2年前の天平7年に検税使が古穎や腐穀を摘発したことが記されている。
検税使として宝亀7年（776年）にも、大伴潔足を東海道、石上家成を東山道、吉備真事を北陸道に、当麻永嗣を山陰道に、石川真永を山陽道に、多治比三上を南海道に、多犬養を西海道に派遣し、道ごとに判官・主典を1人ずつつけたとある。亀田隆之や福井利彦の研究によると、この時は前年の宝亀6年（775年）8月の太政官の奏上により採用された、諸国公廨稲（くがいとう）の4分の1を京官の俸禄にあてるという政策による、国司の不正行為防止という意図があったとされる。この場合は、地域別ではなしに、穀の種類によって計量基準が定められており、穀の貯蔵年数の新旧による乾燥収縮
の度合によって、全国一律に大中小の3種の斛法によるものとした。
9世紀の検税使に関する史料として、『類聚三代格』天長2年（825年）5月の太政官符に、中央からの使官を事の軽重に従って「詔使」と「官使」に分けた際に、検税使などを詔使に準ずるともあり、『菅家文草』巻第九には寛平8年（896年）7月5日付の「議者をして、覆せ検税使の可否を反しめむことを請ふ状」が収録されている。

### 関連文献
- 田中孝治「我国監査の起源に関する一考察」（pdf）『経営総合科学』第97号、愛知大学経営総合科学研究所、2012年2月、11-19頁、ISSN 0916-6432。 ※pdf配布元は愛知大学経営総合科学研究所ウェブサイト。